# Archipel de Wanshan
L'archipel de Wanshan, (chinois traditionnel : 萬山群島 ; chinois simplifié : 万山群岛 ; pinyin : wànshān qúndǎo ; litt. « archipel des mille îles »), parfois appelé à tort îles Ladrones (qui en est un sous-ensemble), est un archipel de 104 îles, administrativement rattaché à la municipalité de Zhuhai dans la province du Guangdong de la république populaire de Chine. La plupart de ces îles font partie du « District Expérimental de Développement Maritime de Wanshan » (万山海洋开发试验区) établi en 1998.
Il fut le théâtre du 25 mai au 27 décembre 1950 de la première bataille de la marine chinoise.

## Géographie
L'archipel est situé en mer de Chine méridionale, à l'ouverture de l'estuaire de la rivière des Perles, et inclut donc certaines îles rattachées administrativement à Hong Kong (Lantau) et Macao (Coloane, Taipa).
L'archipel, tel qu'il figure sur les cartes modernes, comprend deux groupes d'îles : Jiapeng Liedao (佳蓬列岛) à l’ouest et Dangan Liedao (担杆列岛) à l’est.
Sur les cartes anciennes européennes, le groupe occidental, situé au sud de l'estuaire de la rivière des Perles et de l'île de Lantau comprend Da Wanshan Dao, Zhizhou Liedao, Wailingding Dao, Sanmen Liedao et Aizhou Liedao, le tout sous le nom des « îles Ladrones » (« îles des voleurs » en espagnol et en ladin). La partie orientale de l'archipel, située au sud de Hong Kong, est elle connue comme les « îles Lema ».
Autres points intéressants sur le plan géographique:
- Lema Channel est un chenal, une grande voie navigable entre les groupes d'îles de l'archipel,
- Dahengqin Dao (大橫琴) est une île appartenant à Zhuhai, à l'ouest de Macao, qui ne fait pas partie de l'archipel,
- Erzhou offre, avec son sommet de 437,7m au-dessus du niveau de la mer, le point culminant de l'archipel,
- La plus grande île, Dangan, a des caractéristiques de relief montagneux similaires à Hong Kong.

## Population
La population est limitée à quelques villages de pêcheurs sur les seules îles de Dan'gan, Dan'ganwei, et Nacun.

## Économie
L'économie de l'archipel est principalement la pêche : crevettes cristal, crabe économe. 
L’industrie touristique se développe, insistant sur l’aspect historique, la beauté naturelle des îles, les plages, et attire environ 350 000 touristes chaque année.
L'extraction de pétrole est envisagée dans les eaux au large des îles.

## Sites touristiques
- le temple de A-Ma, à Wanshan, sur Dawanshan Dao,
- la baie des galets flotants (Floating Cobbles Bay), à Wanshan, sur Dawanshan Dao,
- les sources de Son-Soliciting, à Dongao,
- le parc de Tianxiang Wen, à Guishan,
- le monument aux Martyrs, navire de guerre à Guishan,
- la baie de Xiafeng, à Miaowan,
- le village de Dan'gan,

## Transports
- les services de ferry : de Zhuhai à Guishan, Wai Lingding, Dangan, Dongao et Wanshan,
- le service de ferry rapide/lent à Guishan, Wai Lingding, Xiangzhou,
- les bateaux de croisière de Zhuhai.

## Liste des îles[réf.nécessaire]
- Dangan Liedao, groupe est des Wanshan, et première moitié de la chaîne des îles Lema), 13,2 km2, 200 résidents permanents :
  - Dangan Dao (担杆岛), 13,2 km2
  - Erzhou Dao (二洲岛), 8,15 km2
  - Zhiwan Dao (直湾岛), 4,5 km2
  - Xidan Dao (细担岛), 0,85 km2.

- Jiapeng Liedao (佳蓬列岛), groupe sud de l'archipel des Wanshan, moitié occidentale de l'ancienne chaîne des îles Lema :
  - Beijian Dao (北尖岛), 3,17 km2
  - Miaowan Dao (庙湾岛), 1,46 km2 dans une zone avec une petite population de pêcheurs,
  - Wenwei Zhou (蚊尾洲), avec un phare construit par les britanniques en 1884, 0,022 km2,
  - Shan Zhou (杉洲), 0,16 km2
  - Chongqing Dao,
  - Pingzhou Dao (平洲岛), 0,144 km2.

- « Groupe du sud ouest », sans nom manifeste :
  - Dawanshan Dao (大万山岛), 8,07 km2, 1 200 habitants,
  - Xiaowanshan Dao (小万山岛), 5,71 km2
  - Baili Dao(白沥岛), 7,94 km2
  - Dongao Dao (东澳岛), 4,62 km2, 500 habitants,
  - Heng Zhou (横洲), 0,54 km2,
  - Zhu Zhou (竹洲), 1,66 km2,
  - Gui Zhou (贵洲), 0,32 km2,
  - Dalie Dao (大烈岛), 0,36 km2
  - Huangmao Dao (黄茅岛), 1,08 km2

- « Groupe du centre », sans nom manifeste, au sud de Lantau :
  - Wailingding Dao (外伶仃岛), 3,7 km2, attraction touristique pour ses sites naturels et ses temples,
  - Sanmen Liedao (三门列岛),
    - Sanmen Dao(三门岛), 0,98 km2
    - Yuangang Dao (圆岗岛), 0,016 km2
    - Zhuwantou Dao (竹湾头岛), 0,33 km2
    - Henggang Dao (横岗岛), 0,74 km2

  - Aizhou Liedao (隘洲列岛)
    - Ai Zhou (隘洲), 1,2 km2,
    - Aizi Zhou (隘仔洲), 0,6 km2.

- « Groupe du nord ouest », apparemment sans nom général, situé entre Lantau et Macao :
  - Zhizhou Liedao (蜘洲列岛),
    - Dazhi Zhou (大蜘洲), 1,67 km2,
    - Xiaozhi Zhou (小蜘洲), 1,2 km2,

  - Guishan Dao (桂山岛), connu sous le nom Lajiwei (垃圾尾) avant la guerre civile chinoise, base de l'Armée populaire de libération dans les années 1950,
  - Zhongxin Zhou (中心洲), 0,6 km2,
  - Niutou Dao (牛头岛), 1,1 km2,
  - Chitan Dao (赤滩岛), 0,17 km2,
  - Sanjiaoshan Dao (三角山岛), 0,82 km2,
  - Qing Zhou (青洲),
  - Sanjiao Zhou,
  - Dalu Dao (大碌岛),
  - Datou Zhou (大头洲).